# Fabian White
Fabian Christopher White Jr. (Houston, 29 novembre 1998) è un cestista statunitense.

## Carriera
Dopo aver trascorso cinque stagioni con gli Houston Cougars, nel 2022 inizia la carriera professionistica in NBA G League con i South Bay Lakers. Il 14 agosto 2023 firma con il Metropolitans 92.